# Die Liebesaffären des Beau Brummel – Glück und Ende des englischen Casanovas
Die Liebesaffären des Beau Brummel – Glück und Ende des englischen Casanovas ist ein US-amerikanischer Kostüm-, Historien- und Abenteuer-Stummfilm von Harry Beaumont aus dem Jahre 1924 mit John Barrymore in der Titelrolle.

## Handlung
England, kurz vor der Wende vom 17. in das 18. Jahrhundert. Der englische Schönling, Abenteurer und Spötter George Bryan Brummell hat als eleganter Lebemann von Welt die Sympathien des Prince of Wales, des britischen Thronfolgers, erlangt und ist dort stets ein gerngesehener Gast. Doch mit der Gunst durch die Krone beginnt sich Beau, wie ihn alle nur nennen, Dinge herauszunehmen und brüskiert mit seinen Kühn- und Frechheiten sogar den Prinzen. Daraufhin wird der Husarenoffizier offiziell verbannt und muss über die Kanalküste nach Frankreich fliehen. Dort verarmt er rasch und wird sterbenskrank. Unmittelbar vor seinem Tode kommt es zur Versöhnung mit dem Prinzen.

## Produktionsnotizen
Die Liebesaffären des Beau Brummel – Glück und Ende des englischen Casanovas entstand im Sommer 1923 und wurde am 30. März 1924 uraufgeführt. Mit zehn Akten war der aufwändig gestaltete Streifen ungewöhnlich lang. Die Premiere für Österreich war als Siebenakter auf 2610 Metern Länge am 30. Oktober 1925 vorgesehen. Vermutlich kam der Film in Deutschland zur selben Zeit in die Kinos.

## Kritik
In einer Besprechung in der New York Times vom 31. März 1924 hieß es: „John Barrymore, who is singularly well suited to the rôle of the dignified, blasé, bumptious dandy, delivers a performance that is a delight to the eye, and, in the picture, it is probably more true to life than the stage version. (…) The setting and costumes of the production are most impressive, and as scene follows scene, with clever subtitles, one gets a good idea of the manoeuvrings of the dandy, who loses no time in putting himself on a platform possibly higher than the Prince of Wales.“ „John Barrymore, der wohl einzigartig geschaffen ist für diese Rolle des würdigen, blasierten, wichtigtuerischen Dandys gibt eine Vorstellung ab, die eine Freude fürs Auge ist und in diesem Film sicherlich wahrhaftiger ist als die Bühnenfassung. (…) Die Filmdekorationen und Kostüme dieser Produktion sind überaus beeindruckend, und bei jeder Szene, versehen mit klugen Untertiteln, bekommt man eine gute Vorstellung vom Taktieren des Dandys, der in seinem Bemühen, sich auf eine Stufe zu begeben, die höher ist als die des Fürsten von Wales, keine Zeit verliert.“